# Diane Kurys
Diane Kurys (nascuda el 3 de desembre de 1948) és una directora, productora, cineasta i actriu francesa. Algunes de les seves pel·lícules com a directora són semi-autobiogràfiques.

## Vida personal
Kurys va néixer a Lió, França, la menor de dues filles. És filla d'immigrants jueus russos i polonesos, Lena i Michel. Diane Kurys i la seva germana gran van passar els seus primers anys a Lió. Com molts dels personatges de les seves pel·lícules, va tenir una relació difícil amb els seus pares i la seva traumàtica infància es va convertir en un tema. en moltes de les seves pel·lícules. Els seus pares es van conèixer i es van casar al camp de Ribesaltes el 1942, i es van separar el 1954. El seu divorci va marcar i afectar profundament a Diane, i es convertiria en una autèntica font d'inspiració per a diverses de les seves pel·lícules; Kurys va dir que va fer pel·lícules sobre ells perquè "volia tornar a veure'ls junts". Va ser després d'aquest esdeveniment que la seva mare va decidir traslladar-se amb les seves dues filles a París, on va dirigia una botiga de moda femenina, mentre que el seu pare es va quedar a Lió, on tenia una botiga de roba d'home. Va viure amb la seva mare després del seu divorci el 1954, en un moment donat va fugir per reunir-se amb el seu pare als setze anys.
En la seva adolescència, es va radicalitzar en l'esperit del maig del 68, però després es va desil·lusionar una mica, anomenant-la una "revolució burgesa" en una entrevista amb Jean-Luc Wachthausen. Va conèixer per primera vegada la seva parella i company de cinema Alexandre Arcady quan tenia quinze anys, el 1964, i se'n va anar a viure a Israel a un quibuts prop de la frontera amb el Líban. Són parella des dels anys 60 i tenen dues productores juntes. El seu fill Yasha, nascut el 1991, és un autor que escriu sota el nom de Sacha Sperling.

## Carrera d'actuació
Com a estudiant de l'institut Jules Ferry, va estudiar literatura moderna a la Sorbona abans de ser mestra i després actriu de teatre als anys 70, incorporant-se a la Madeleine Renaud: la companyia de Jean-Louis Barrault amb Antoine Bourseiller i Ariane Mnouchkine a La Cartoucherie o al Café de la Gare.
Després de la revolta dels estudiants el maig de 1967, Kurys va abandonar la Universitat i juntament amb Arcady va començar la seva implicació en el teatre; inicialment, amb Kurys com a actriu, i Alexandre com a actor i director. Va actuar en teatre, cinema i televisió durant vuit anys. Kurys esmenta com li agradava l'ambient d'actuació, però no estava contenta de fer-ho, ja que no podia expressar-se i sovint era vista com a rebel. Se sentia incapaç d'expressar-se sota "el director o qualsevol tipus d'autoritat o control". Això va portar a la seva transició cap a l'escriptura i la realització de pel·lícules.

## Direcció de pel·lícules
L'any 1975, va treballar amb Philippe Adrien per adaptar l'Hôtel Baltimore de Lanford Wilson, que va interpretar a l'Espace Cardin. Phillipe Adrien havia ensenyat a Diane tots els conceptes bàsics del rodatge en mitja hora, i va decidir filmar les coses tal com les veu. L'any següent, va començar a escriure una novel·la autobiogràfica el 1977 amb una subvenció del govern que es va convertir en el guió de la pel·lícula Diabolo menthe. Ambientada l'any 1963, segueix una noia anomenada Anne que perd la seva innocència infantil. Explora la seva vida com a filla de pares divorciats i la seva relació amb la seva germana, a qui va dedicar la pel·lícula. En una entrevista, Kurys va dir que la seva inspiració prové del gènere autobiogràfic: "de mi mateix, la meva pròpia vida, la meva pròpia experiència". El talent de Diane Kurys per retratar els sentiments dels seus personatges amb precisió i realisme va fer que la pel·lícula fos un gran èxit de crítica i de públic.
Cocktail Molotov (1980) va ser la seva següent pel·lícula. Amb François Cluzet, Élise Caron i Philippe Lebas, destacant el moviment estudiantil de París el maig de 1968 a través del punt de vista de tres nens: Anne, Frank i Bruno.
A Coup de foudre (1983), es revisa la qüestió del divorci, amb Isabelle Huppert interpretant la mare de l'heroïna mentre deixa el seu pare i se'n va a París amb el seu amic i els seus fills. La pel·lícula també és protagonitzada per Miou-Miou, Isabelle Huppert, Guy Marchand i Jean-Pierre Bacri. En aquesta pel·lícula, inspirada en els records familiars de Diane Kurys, fa un punt d'honor a les maneres emocionals dels anys 40 i 50. La pel·lícula és molt coneguda, va guanyar nombrosos premis en festivals i va ser nominada l'any 1984 al César a la millor pel·lícula i millor guió original.
Per a l'obertura del 40è Festival Internacional de Cinema de Canes, Diane Kurys compta amb Peter Coyote, Greta Scacchi, Claudia Cardinale, Jamie Lee Curtis i Vincent Lindon a Un homme amoureux (1987). En acabar la pel·lícula, el personatge de Scacchi deixa d'actuar per convertir-se en escriptor; fent-se ressò de la pròpia transició de Kurys en la vida real. Aquesta va ser la primera producció en anglès de Diane, així com la primera pel·lícula que va estar més present en el seu període dels anys 50, ja que es va centrar en els esdeveniments que van conduir al suïcidi de l'escriptor italià Cesare Pavese.
L'any 1989 va marcar un punt d'inflexió en la carrera de Diane Kurys La Baule-les-Pins (1990) que comptava amb Nathalie Baye, Richard Berry, Vincent Lindon, Zabou, Jean-Pierre Bacri, Valéria Bruni Tedeschi i Emmanuelle Boidron. La pel·lícula va tornar als anys d'adolescència del seu personatge principal alter ego i va ser vista com un punt d'inflexió en la carrera de Diane Kurys.
Dos anys més tard, es va estrenar Après l'amour (1992) i va comptar amb Isabelle Huppert, Bernard Giraudeau, Lio i Hippolyte Girardot, seguit d'À la folie) (1994) que va examinar la relació entre dues germanes adultes protagonitzades per Anne Parillaud, Béatrice Dalle i Patrick Aurignac.
El 1998, també va dirigir la pel·lícula d'època Les Enfants du siècle (1999) amb Juliette Binoche i Benoît Magimel que explica la història de la trobada entre George Sand i Alfred de Musset. L'any 1999 es va fer una exposició sobre la pel·lícula al Museu de la Vida Romàntica.
La seva novena pel·lícula es va estrenar el 2003: Je reste! amb Sophie Marceau, Charles Berling i Vincent Perez.
L'anniversaire es va estrenar el 2005. Compta amb Lambert Wilson, Pierre Palmade, Jean-Hugues Anglade, Antoine Duléry, Michèle Laroque, Zoé Félix i Philippe Bas.
Quatre anys més tard, el 2008, es va estrenar el biopic sobre Françoise Sagan anomenat Sagan. Protagonitzada per Sylvie Testud, Denis Podalydès, Pierre Palmade, Jeanne Balibar, Guillaume Gallienne i Arielle Dombasle.
La seva darrera pel·lícula és Pour une femme, estrenada el 2013, es va rodar a Lió durant l'estiu del 2012, protagonitzada per Benoît Magimel, Mélanie Thierry i Nicolas Duvauchelle Clotilde Hesme, Julie Ferrier, Sylvie Testud i Denis Podalydès. La pel·lícula és la seva interpretació d'una aventura com a resultat del matrimoni desordenat i el divorci dels seus pares. En aquest cas, centrant-se en el punt de vista del seus pares mentre Coup de foudre és l'opinió de la seva mare sobre el tema. La pel·lícula va guanyar al Festival de cinema francès CoLCoA el 2014.
El 2016, va produir i dirigir la seva tretzena pel·lícula, adaptada del llibre de Sylvie Testud C'est le métier qui rentre (publicat per Fayard), una comèdia que explica la història dels contratemps d'una famosa actriu a qui dues extravagants productores li ofereixen fer una pel·lícula. El repartiment inclou Josiane Balasko, Zabou Breitman, Sylvie Testud, Fred Testot, François Xavier Demaison, Claire Keim, Virginie Hocq, Hélène de Fougerolles i Florence Thomassin.
El 2018, és l'estrena de la pel·lícula Ma mère est folle, amb Fanny Ardant, Vianney, Patrick Chesnais i Arielle Dombasle. Escrita per Sacha Sperling i Pietro Caracciolo, la pel·lícula explica la història del retrobament d'una mare una mica boja amb el seu fill una mica massa savi durant un viatge a Rotterdam.

### Recepció crítica
Tot i que el treball de Kurys com a cineasta als anys 80 va ajudar a introduir el cinema femení en el corrent principal de l'època, els seus èxits comercials han contribuït a evitar que molts crítics li atorguessin l'estatus d'auteur. Els seus crítics més durs han qualificat les seves pel·lícules de convencionals, polides i que no desafien l'statu quo del cinema. A més, la seva ambivalència cap al feminisme i la seva antipatia cap a l'etiqueta de "dona directora" o de "cinema de dones" ha jugat un paper en la seva manca d'estudis de cinema feminista.
En una secció sobre Kurys per a French Film: texts and contextsi el primer estudi de llibres sobre l'obra de Kurys, l'estudiosa del cinema Carrie Tarr argumenta que la seva obra està fermament dins de la tradició auteurista, "una obra coherent amb un estil reconeixible". L'ús que fa Kurys de la seva pròpia història de vida, la seva inclusió d'un substitut per ella mateixa a la majoria de pel·lícules, els tipus de personatges i situacions recurrents dels seus records i preocupacions en el seu present, creen un conjunt d'obra específicament centrada en una veu femenina única. Tarr teoritza que la signatura de Kurys conté dues veus, una que reflecteix la seva rebel·lió contra el món centrat en l'home del qual volia escapar passant de l'actuació a la realització de cinema, i l'altra que col·labora amb l'estructura patriarcal en la qual encara ha d'operar per tenir èxit.

## Empreses productores
Alexandre Films es va formar el 1977 amb Alexandre Arcady abans del llançament de Diabolo menthe. La companyia va coproduir les seves sis primeres pel·lícules, així com diverses d'Arcady, que porta el seu nom. La parella va formar New Light Films el 1994, que produeix pel·lícules tant en francès com en anglès.

## Filmografia selecta

### Director
| Any  | Títol                 | Notes                                                                                          |
| ---- | --------------------- | ---------------------------------------------------------------------------------------------- |
| 1977 | Diabolo menthe        | també guionista i coproductora                                                                 |
| 1980 | Cocktail Molotov      | també coguionista                                                                              |
| 1983 | Coup de foudre        | també guionista nominada a la Millor pel·lícula en llengua estrangera als Premis Oscar de 1983 |
| 1987 | Un homme amoreux      | també coguionista, i coproductora                                                              |
| 1990 | La Baule-les-Pins     | també coguionista, i coproductora                                                              |
| 1992 | Après l'amour         | també coguionista, i coproductora                                                              |
| 1994 | À la folie            | també coguionista                                                                              |
| 1999 | Les Enfants du siècle | també coguionista i coproductora                                                               |
| 2003 | Je Reste!             | també coguionista                                                                              |
| 2005 | L'anniversaire        | també coguionista i coproductora                                                               |
| 2008 | Sagan                 | també guionista, i coproductora                                                                |
| 2013 | Pour une femme        | també guionista                                                                                |
| 2016 | Arrête ton cinéma     |                                                                                                |
| 2018 | Ma mère est folle     |                                                                                                |

### Actriu
| Any  | Títol                                                       | Paper              | Notes                                                                                             |
| ---- | ----------------------------------------------------------- | ------------------ | ------------------------------------------------------------------------------------------------- |
| 1972 | Les petits enfants d'Attila                                 | Ella mateixa       | dirigida per Jean-Pierre Bastid                                                                   |
| 1972 | Le bar de la fourche                                        | Christie           | dirigida per Alain Levent                                                                         |
| 1972 | What a Flash!                                               | Annie              | dirigida per Jean-Michel Barjol                                                                   |
| 1973 | Elle court, elle court la banlieue                          | Amiga de Jean-Paul | dirigida per Gérard Pirès                                                                         |
| 1973 | Poil de carotte                                             | Agathe             | dirigida per Henri Garziani                                                                       |
| 1974 | Les Grands Détectives (sèrie de televisió)                  | la rossa bonica    | "Rendez-vous dans les ténèbres" dirigida per Jean Vautrin                                         |
| 1975 | Les Brigades du Tigre                                       | Catherine          | "Le défi" temporada 2, episodi 4                                                                  |
| 1975 | Messieurs les jurés (sèrie de televisió)                    | Sylvie Radet       | "L'affaire Lambert"                                                                               |
| 1975 | Le Père Amable                                              | Phémie             | Telefilm basat en l’obra de Guy de Maupassant                                                     |
| 1975 | La Mémoire                                                  | La noia            | curtmetratge dirigida per Gébé com Georges Blondeaux                                              |
| 1976 | F comme Fairbanks                                           | Annick             | dirigida per Maurice Dugowson                                                                     |
| 1976 | Hôtel Baltimore                                             | La noia            | Telefilm dirigit per Alexandre Arcady Obra de Lanford Wilson adaptada per Kurys i Philippe Adrien |
| 1976 | Casanova de Fellini                                         | Madame Charpillon  | dirigida per Federico Fellini                                                                     |
| 1977 | Commissaire Moulin de Klaus Biedermann (sèrie de televisió) |                    | dirigida per Jacques Trébouta                                                                     |
| 1977 | Les Cinq Dernières Minutes                                  | Julienne           | dirigida per Guy Lessertisseur                                                                    |

## Literatura
- Carrie Tarr: Diane Kurys. Manchester University Press, New York, 1999, ISBN 978-0719050954